# Paulo César Fonseca do Nascimento
Paulo César Fonseca do Nascimento (nascut el 13 de gener de 1978 en Porto Alegre), més conegut com a Tinga, és un futbolista brasiler que actualment juga per l'Internacional a la Série A brasilera.